# Pierre Christin

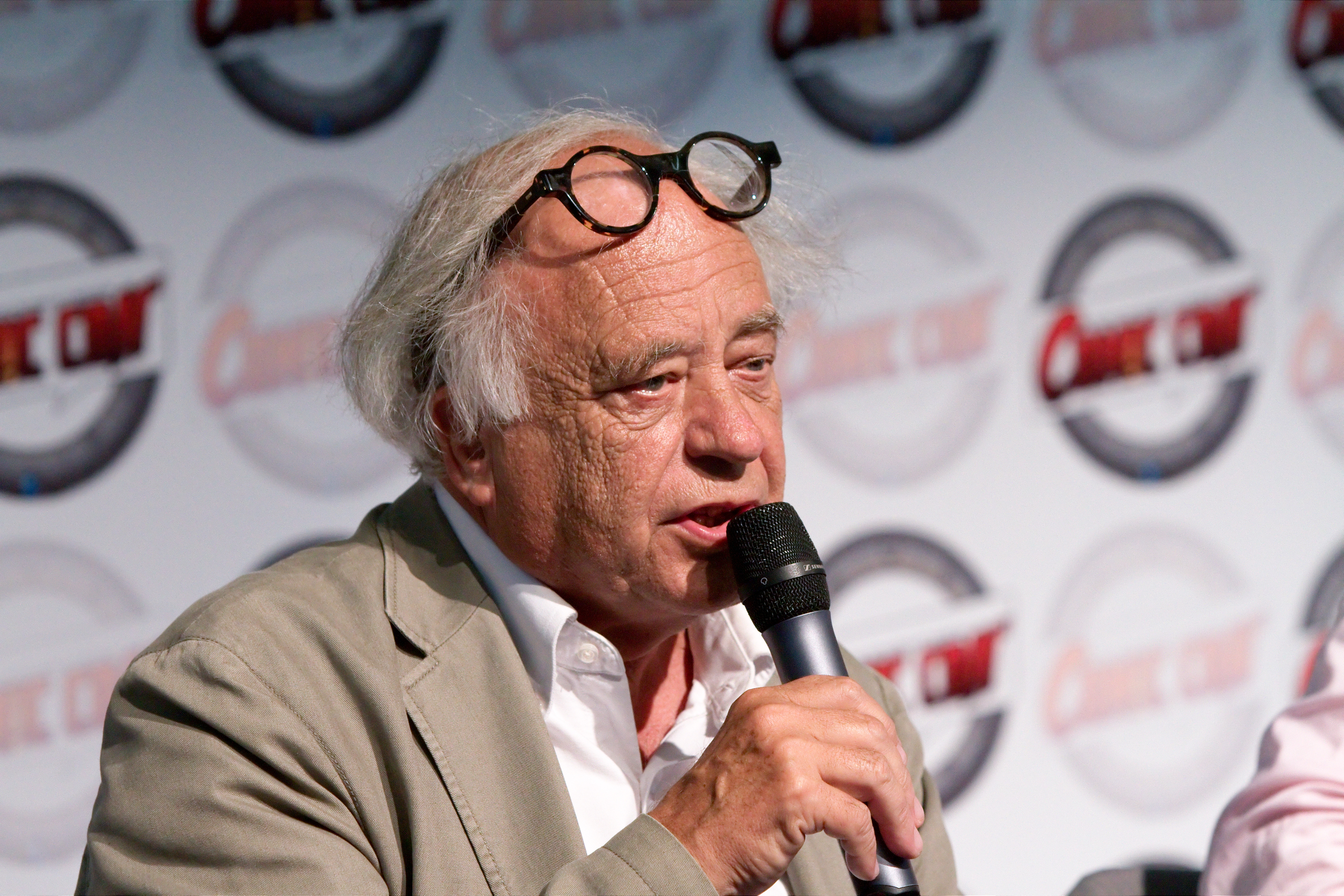
Pierre Christin, 2010.

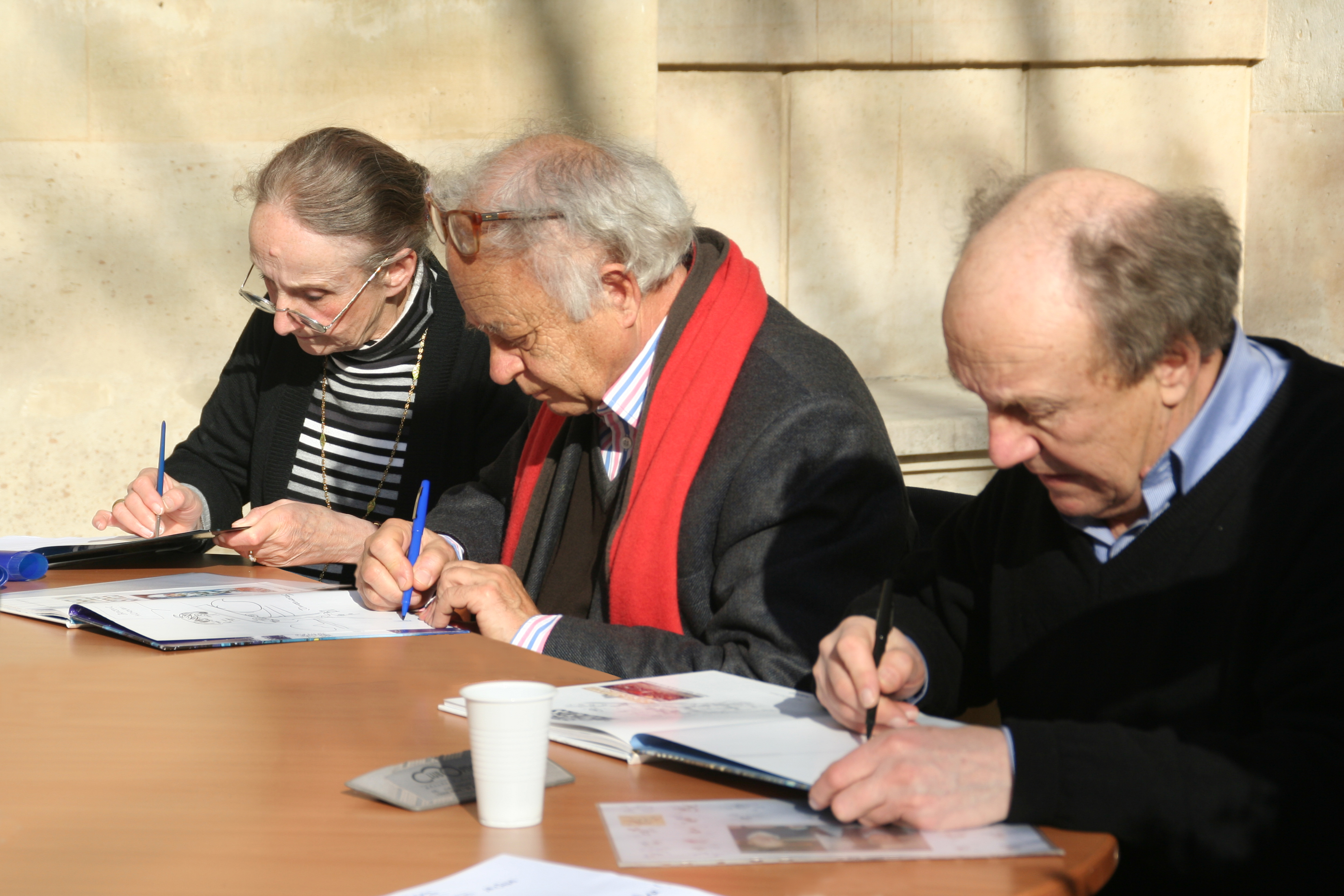
Kreatörerna bakom "Linda och Valentin": Évelyne Tranlé (färgläggning), Pierre Christin (text), Jean-Claude Mézières (bild). Foto från 2009.

Pierre Christin, född 27 juli 1938 i Saint-Mandé, Val-de-Marne, död 3 oktober 2024 i Paris, var en fransk serieförfattare. Mest populära verket är science fiction-serien Linda och Valentin (skapad 1967), tecknad av Jean-Claude Mézières (och mestadels färglagd av Évelyne Tranlé), men Christin skrev även en mängd andra samhällskritiska nutids- och science fiction-serier. Däribland vuxenalbum tillsammans med Enki Bilal och Annie Goetzinger.

## Biografi
Christin studerade sociologi, politik och litteratur vid Sorbonne-universitetet i Paris och har parallellt med serieförfattandet ägnat sig åt sin akademiska karriär som professor i journalistik vid universitetet i Bordeaux.
I mitten av 1960-talet påbörjade han sitt serieskapande då han av en slump stötte på sin barndomsvän Jean-Claude Mézières när han arbetade som gästlärare i franska på universitetet i Salt Lake City. De började samarbeta och tillsammans gjorde de den sexsidiga serien Le Rhum du Punch som publicerades i Pilote, 1966. Detta blev starten på ett kompanjonskap som varade hela livet. Knappt ett år senare kom den första delen i Linda och Valentin. Album nr. 23 Souvenirs de futurs publicerades 2013.

## Svenska översättningar

### Linda och Valentin, illustrerade avJean-Claude Mézières
Album med översättning av Roland Adlerberth om ej annat anges
1. Stjärnlös värld (Carlsen/if, 1975)
2. Kampen om Teknorog (Carlsen/if, 1975)
3. Härskarens fåglar (Carlsen/if, 1976)
4. Ambassadören som försvann (Carlsen/if, 1976)
5. De tusen planeternas rike (Carlsen Comics, 1977)
6. Den falska världen (Carlsen Comics, 1977)
7. Det stigande vattnets stad (Carlsen Comics, 1978)
8. Vårdagjämningens hjältar (Carlsen Comics, 1979)
9. Tåg till Cassiopeja, tag plats (Carlsen Comics, 1981)
10. Tåg från Brooklyn, slutstation Kosmos (Carlsen Comics, 1981)
11. Spöket på Inverloch (Carlsen Comics, 1984)
12. Hypsis blixtar (Carlsen Comics, 1986)
13. Bortom okända gränser (Alvglans, 1989)
14. De levande vapnen (Alvglans, 1991)
15. Maktens cirklar (Alvglans, 1994)
16. Hotet mot Ultralum (översättning Jann Westrup, Alvglans, 1996)

Nyöversättningar av Björn Wahlberg
- Linda och Valentin: Samlade äventyr 1 (Cobolt, 2014)
- Linda och Valentin: Samlade äventyr 2 (Cobolt, 2014)
- Linda och Valentin: Samlade äventyr 3 (Cobolt, 2015)
- Linda och Valentin: Samlade äventyr 4 (Cobolt, 2015)
- Linda och Valentin: Samlade äventyr 5 (Cobolt, 2016)
- Linda och Valentin: Samlade äventyr 6 (Cobolt, 2016)
- Linda och Valentin: Samlade äventyr 7 (Cobolt, 2017)
- Linda och Valentin: Rymdstigar (Cobolt, 2015)
- Himlavalvets inbyggare: Linda och Valentins galaktiska lexikon (Cobolt, 2016)

### Övriga serier
- Stenskeppet (bild Enki Bilal, följetong i Epix nr. 12/1989–4/1990)
- Staden som inte fanns (bild Enki Bilal, översättning Sture Hegerfors, Carlsen/if, 1978)
- Terroristerna (bild Enki Bilal, svenskt text: Sture Hegerfors, Carlsen/if, 1979)
- Jakten (bild Enki Bilal, översättning Uno Palmström, Carlsen/if, 1985)
- Flickan från hederslegionen (bild Annie Goetzinger, översättning Cecilia Hansson, Carlsen/if, 1981)
- På egna spår (bild Annie Goetzinger, översättning Anne-Marie Ström, Carlsen/if, 1985)
- Efter muren. Serier om Östeuropas förvandling (antologi, översättning Ingrid Emond, Carlsen/if, 1990)